# La Tzoumaz
La Tzoumaz, anciennement connue sous le nom des Mayens-de-Riddes, est une localité suisse du canton du Valais située dans la commune de Riddes. La station domine la plaine du Rhône depuis les coteaux d'un petit vallon ensoleillé, sur le versant nord de Verbier. Le village compte environ 500 habitants à l'année.
La localité fait partie du domaine skiable des 4 Vallées avec Nendaz, Thyon, Verbier et Veysonnaz.

## Toponymie
Le z final ne sert qu'à marquer le paroxytonisme et ne devrait pas être prononcé.

## Tourisme
La station de ski de La Tzoumaz fait partie du domaine skiable des 4 Vallées qui compte 410 km de pistes. On y pratique le ski, le snowboard et la luge, avec notamment une des pistes de luge les plus longues de suisse romande : 10 km de long pour une dénivelée de 848 m. Trois sentiers balisés offrent aux pratiquants de raquette à neige 13,5 km de piste et un sentier hivernal.
En été, La station de La Tzoumaz propose de nombreuses activités telles que le VTT, la randonnée pédestre et des activités journalières pour les enfants. 
- Le Verbier-La Tzoumaz Bikepark est composé de 5 pistes sur 700 m de dénivelé.
- La Maison de la forêt est un lieu d’exposition dédié à la faune locale. C’est également le point de départ du Sentier des Sens.
- Le Sentier des Sens permet de découvrir la nature par l'intermédiaire de la vue, du toucher, de l'ouïe, de l'odorat et du goût[2].
- Les randonneurs peuvent aussi découvrir les bisses, et notamment le bisse de Saxon [3], qui parcourent le Valais depuis le Moyen Âge, portant l'eau des plus hauts sommets jusqu'aux champs et vergers de plaine.

## Domaine skiable
Le domaine skiable, rattaché via Verbier à celui des 4 Vallées qui compte 410km de pistes et 92 remontées mécaniques, accueille les sportifs de tous niveaux. Le secteur La Tzoumaz-Savoleyres - 55km de pistes - est accessible depuis La Tzoumaz ou Verbier.
L'essentiel du domaine skiable est situé sur le versant nord (La Tzoumaz), avec le dénivelé le plus important du domaine de Savoleyres. La télécabine 8-places de la Tzoumaz relie depuis 2007 le sommet du domaine, directement depuis la station. Elle dessert de fait la quasi-intégralité de ce versant, dont la neige reste plus fraiche que sur le versant Verbier. Le télésiège 6-places débrayable du Nord, construit en 2002, dessert sur 317 m de dénivelée les pistes les plus pentues mais aussi la seule partie du domaine réellement appropriée pour la pratique du freeride, au-delà de la limite de la forêt. Le télésiège 4-places débrayable du Taillay dessert l'autre extrémité du versant, avec des pistes nettement plus faciles techniquement. Le bas du sous-domaine est constitué de pistes tracées directement dans la forêt. Une longue piste bleue - sur sa partie inférieure une simple route enneigée - permet de relier la station via les parkings les plus excentrés dont celui de la Maison de la Forêt.
Le secteur sud offrant offre quant à lui une vue directe sur la station de Verbier. Situé uniquement hors-forêt et fortement exposé à l'ensoleillement, il est desservi par des remontées mécaniques de conception nettement plus anciennes. Une télécabine 4-places, construite en 1970, part d'une extrémité de Verbier à 1 590 m d'altitude et rejoint le sommet de Savoleyres. Il n'existe pas de piste rejoignant le pied de cette même remontée, ce qui nécessite alors d'emprunter un bus ou de marcher longuement pour y retourner. À l'exception d'une piste à l'enneigement naturel rarement suffisant, débouchant sur le téléski débutants des Esserts, et d'une route enneigée rejoignant le pied du domaine skiable de Verbier, le reste et l'essentiel du domaine nord est composé de pistes offrant un faible dénivelé sur la moitié sommitale de ce flanc de montagne. Un vieux télésiège 2-places (construit en 1967), un téléski et téléski pour débutants complètent l'offre d'infrastructure relativement limitée.

## Luge
Depuis le sommet de la télécabine de Savoleyres, à 2 354 m d'altitude, les lugeurs s'élancent sur une piste de 10 km de long pour une dénivellation de 848 m, qui les amène jusqu'au village de La Tzoumaz. Il s'agit de la plus longue piste de Suisse romande. Trois fois par année, les samedis les plus proches du clair de lune en janvier, février et mars, des soirées luge au clair de lune sont organisées avec repas et bal au restaurant d'altitude de Savoleyres.

## Gastronomie
Raclette AOP, fromage de Chassoure, viande séchée épicée, pain de seigle AOP, abricots du Valais font partie des traditions culinaires locales. La commune de Riddes, sur laquelle est située La Tzoumaz, est également réputée pour son vignoble. Les cépages les plus représentés sont le Fendant, le Johannisberg, le Petit Arvine, l'Amigne, le Païen, l'Humagne Dôle, le Pinot Noir et le Cornalin.